# Вандышевское сельское поселение
Вандышевское се́льское поселе́ние — муниципальное образование в Уйском районе Челябинской области Российской Федерации.
В рамках административно-территориального устройства муниципальное образование  соответствует административно-территориальной единице Вандышевский сельсовет.
Административный центр — деревня Вандышевка.

## История
Статус и границы сельского поселения установлены Законом Челябинской области от 17 сентября 2004 года № 278-ЗО «О статусе и границах Уйского муниципального района и сельских поселений в его составе»
По данным на 1970 год в состав Вандышевского сельсовета входили 4 населённого пункта: пос. Авангард, дер. Вандышевка, дер. Грибановка, с. Кумляк.

## Население
| 2002 | 2010 | 2011 | 2012 | 2013 | 2014 | 2015 |
| ---- | ---- | ---- | ---- | ---- | ---- | ---- |
| 999  | ↘908 | ↘907 | ↘871 | ↘856 | ↘831 | ↘818 |
| 2016 | 2017 | 2018 | 2019 | 2020 | 2021 |      |
| ↗824 | ↘819 | ↘803 | ↘776 | ↘764 | ↘718 |      |

## Состав сельского поселения
| № | Населённый пункт | Тип населённого пункта          | Население |
| - | ---------------- | ------------------------------- | --------- |
| 1 | Вандышевка       | деревня, административный центр | ↘776      |
| 2 | Грибановка       | деревня                         | ↘132      |

### Упразднённые населённые пункты
Авангард — упразднённый в 1985 году посёлок в составе Вандышевского сельсовета.